# Lepidostoma kornmanni
Lepidostoma kornmanni är en nattsländeart som beskrevs av Radovanovic 1932. Lepidostoma kornmanni ingår i släktet Lepidostoma och familjen kantrörsnattsländor. Inga underarter finns listade i Catalogue of Life.